# صالة الحسن
صالة الحسن Al-Hassan Hall هو ملعب مغطى يقع في مدينة الحسن الرياضية، إربد ، الأردن . تبلغ سعة الساحة 2000 متفرج. وتستضيف فعاليات رياضية داخلية مثل كرة السلة والكرة الطائرة وكرة اليد،  كما استضافت مباريات محلية لأندية مختلفة مقرها إربد، مثل الأشرفية والجليل وشباب بشرى وكفر يوبا.